# Peter II. (Zypern)
Peter II., genannt der Dicke (* um 1357; † 13. Oktober 1382), war von 1369 bis zu seinem Tode 1382 König von Zypern.

## Leben
Er war der Sohn von König Peter I. und der Eleonora von Aragón, die 1369 bis 1379 Mitregentin war.
Beim Tod seines Vaters 1369 huldigte ihm der Adel Zyperns als neuem König von Zypern und Titularkönig von Jerusalem. Da er zu diesem Zeitpunkt noch minderjährig war, führte sein Onkel Johann von Lusignan, Titularfürst von Antiochia († 1375), für ihn die Regentschaft, bis er im Dezember 1371 für volljährig erklärt wurde. Daraufhin wurde er am 13. Januar 1372 in der Kathedrale St. Sophia in Nikosia zum König von Zypern und am 2. Oktober 1372 in der Kathedrale St. Nicholas in Famagusta zum König von Jerusalem gekrönt.
1372 kam es zu gewalttätigen Ausschreitungen zwischen den Venezianern und den Genuesen in Famagusta, in deren Verlauf die Genuesen von der Insel flohen. Sie kehrten bald mit einer Flotte und Armee zurück, die im Mai 1373 Famagusta plünderte. Im Zuge von Verhandlungsversuchen wurden König Peter II., seine Mutter und sein Onkel Jakob I. gefangen genommen. Am 4. Dezember 1373 nahmen die Genuesen auch Nikosia ein. Im März 1374 wurde schließlich ein Waffenstillstand geschlossen, mit dem die Genuesen den Zyprioten hohe Strafzahlungen auferlegten. Die Invasionsflotte verließ Zypern im April 1374, jedoch verblieb in Famagusta dauerhaft eine genuesische Garnison stationiert.
Durch die Invasion der Genuesen geschwächt, verlor er 1373 auch die von seinem Vater eroberten Küstenstädte Kilikiens an die Mamluken (Sultanat Kairo).
Peter heiratete im September 1378 Valentina Visconti († 1393), Tochter des Bernabò Visconti, Herr von Mailand. Durch dieses Ehebündnis mit Mailand sollte ein Gegengewicht gegen die Genuesen geschaffen werden, weshalb die Eheschließung zunächst geheim gehalten wurde. Valentina brachte ein großes Geldvermögen als Mitgift mit. Sie geriet bald in Streit mit ihrer Schwiegermutter Eleonora von Aragón, die nach einer gescheiterten Intrige um 1380 als Mitregentin des Königs abgesetzt und aus Zypern in ihre Heimat nach Katalonien verbannt wurde. Mit Valentina hatte Peter eine Tochter, die aber noch vor ihm 1382 starb.
Nach seinem Tod, am 13. Oktober 1382, wurde er in der Dominikanerkirche von Nikosia bestattet. Da er keine Nachkommen hinterließ, übernahm nach seinem frühen Tod sein Onkel Jakob I. die Krone.